# منطقه حفاظت‌شده مغان
منطقهٔ حفاظت‌شدهٔ مغان یک منطقهٔ حفاظت‌شده با مساحت ۳۵۵۳۵ هکتار است که در استان اردبیل در ایران قرار دارد. این منطقهٔ حفاظت‌شده طبق مصوبهٔ شمارهٔ ۷۸۸ در تاریخ ۹۹/۱۱/۰۶ در فهرست مناطق تحت حفاظت سازمان محیط زیست ایران قرار گرفت.